# Кобозев, Александр Александрович
Александр Александрович Кобозев (20 апреля 1945, Москва — 11 мая 2025, Москва) — советский и российский актёр. Наиболее известен по главной роли Кольки Снегирёва в фильме «Друг мой, Колька!» (1961).

## Биография
Родился Александр Александрович Кобозев 20 апреля 1945 года в Москве. Учился в столичной школе № 201. Окончил Институт культуры, факультет режиссуры самодеятельных театров.
Руководил театральной студией «На ладони» (1967—1985), работал режиссёром слайдфильмов на ВДНХ (с 1985 года), являлся работником в Департаменте образования (1995).
В своей кинематографической карьере сыграл две роли. Первой была главная роль Кольки Снегирёва в фильме А. А. Салтыкова и А. Н. Митта «Друг мой, Колька!» 1961 года, после которой приобрёл свою популярность, второй — роль телеведущего в фильме А. Розенбергса «Отдушина» (1991).
Кинокритик Любовь Гуревич в журнале «Искусство кино» отмечала: «…Саша Кобозев, играющий Кольку, и весь пёстрый рой его школьных друзей с их различными характерами, внешностью, привычками, увлечениями и слабостями в исполнении пионеров-школьников полны обаяния и жизненной правды».
Скончался 11 мая 2025 года на 81-м году жизни в Москве в больнице. По ряду источников, Кобозев днём в воскресенье почувствовал себя плохо, а после госпитализации его сердце остановилось. Со слов родных, он страдал несколькими заболеваниями.